# Abraham ibn Daud
Abraham ibn Daud (Córdoba, 1110 - Toledo, 1180) también conocido con el acrónimo RABAD I, fue un filósofo racionalista e historiador judeoespañol, famoso por introducir el pensamiento aristotélico dentro de la tradición del judaísmo.

## Biografía
Su formación académica sugiere que fue educado en Córdoba, que por aquel entonces albergaba los centros de estudios judaicos más renombrados de la época. A raíz de la invasión de los intolerantes almohades en 1148, Ibn Daud, al igual que muchos otros judíos —entre ellos la familia del joven Maimónides—, huyó de la ciudad refugiándose en la cristiana Toledo. Fue allí donde escribió su obra más famosa, Séfer ha-Kabalá (Libro de la tradición, c. 1161), que es una detallada lista de las generaciones de líderes espirituales judíos, cuyo propósito era mostrar la ininterrumpida continuidad que, según Ibn Daud, existía entre Moisés y los rabinos de su tiempo. En otras palabras, este libro era una flagrante diatriba contra el judaísmo caraíta y las enseñanzas de Anán ben David. Él pretendía justificar la legitimidad del judaísmo rabínico.
Abraham ibn Daud fue el primer pensador judío partidario del racionalismo de Aristóteles. Antes que él, solo los filósofos musulmanes, como Avicena y Alfarabi —que ejercieron notable influencia sobre él—, lo habían sido. Hasta entonces los pensadores judíos habían tendido al neoplatonismo, como es el caso de Ibn Gabirol en su Fons Vitae. En torno a 1160 Ibn Daud escribió en árabe su obra filosófica Al-Akidah al-Rafiyah, que fue traducida al hebreo en dos ocasiones, siendo conservada la versión titulada "Ha-Emunah ha-Ramah" ('La fe sublime').
Aunque él es el verdadero padre del pensamiento judío racionalista, fue ampliamente superado por Maimónides. Aparentemente, desde la aparición del tratado Guía de perplejos en 1190 se hizo innecesaria la lectura de Ha-Emunah ha-Ramah, que era mucho menos compleja y abarcativa.
Ibn Daud falleció en Toledo en 1180. Según algunas fuentes, murió mártir por su fe, aunque no hay más detalles. Su obra filosófica, cuyo original en árabe se ha perdido, fue traducida del hebreo al alemán por Simson Weil bajo el título Der erhabene Glaube (Fráncfort del Meno, 1852). Las únicas ediciones de reciente aparición son la hebrea (Jerusalén, 1967) y la inglesa (Nueva Jersey, 1987).